# Ciutats designades per decret governamental del Japó

Mapa amb les ciutats designades

Les Ciutats designades per decret governamental del Japó (政令指定都市, seirei shitei toshi) també conegudes simplement com a Ciutats designades (指定都市, shitei toshi) o Ciutats designades per decret (政令市, seirei shi) són una sèrie de ciutats al Japó que tenen un estatus especial al tindre més de 500.000 habitants i que han sigut designades pel govern del Japó d'acord amb l'article 252 secció 19 de la llei d'autonomia local.

## Condicions i requeriments
Per a convertir-se en candidat a aquest estatus, el municipi ha de disposar d'una població superior als 500.000 habitants. Després d'aprovar-se a les assemblees municipals i prefecturals, el municipi ha de sol·licitar formalment al govern l'aplicació d'aquest estatus.
Les següents ciutats compleixen els requisits però encara no han estat nominades:
- Funabashi, Chiba
- Kagoshima, Kagoshima
- Himeji, Hyogo
- Matsuyama, Ehime
- Utsunomiya, Tochigi
- Higashiōsaka, Osaka
- Kawaguchi, Saitama
- Hachiōji, Tòquio

## Llista de ciutats designades
Les ciutats designades van començar a existir a partir de l'any 1956. S'indiquen en negreta les capitals de prefectura.
| Municipi   | Japonès    | Escut | Població  | Data de designació | Regió    | Prefectura | No. de Districtes |
| ---------- | ---------- | ----- | --------- | ------------------ | -------- | ---------- | ----------------- |
| Chiba      | 千葉市     |       | 980.008   | 1/04/1992          | Kantō    | Chiba      | 6                 |
| Fukuoka    | 福岡市     |       | 1.595.674 | 1/04/1972          | Kyūshū   | Fukuoka    | 7                 |
| Hamamatsu  | 浜松市     |       | 791.116   | 1/04/2007          | Chūbu    | Shizuoka   | 7                 |
| Hiroshima  | 広島市     |       | 1.199.186 | 1/04/1980          | Chūgoku  | Hiroshima  | 8                 |
| Kawasaki   | 川崎市     |       | 1.531.646 | 1/04/1972          | Kantō    | Kanagawa   | 7                 |
| Kitakyūshū | 北九州市   |       | 939.450   | 1/04/1963          | Kyūshū   | Fukuoka    | 7                 |
| Kobe       | 神戸市     |       | 1.522.273 | 1/09/1956          | Kansai   | Hyogo      | 9                 |
| Kumamoto   | 熊本市     |       | 739.663   | 1/04/2012          | Kyūshū   | Kumamoto   | 5                 |
| Kyoto      | 京都市     |       | 1.465.701 | 1/09/1956          | Kansai   | Kyoto      | 11                |
| Nagoya     | 名古屋市   |       | 2.328.653 | 1/09/1956          | Chūbu    | Aichi      | 16                |
| Niigata    | 新潟市     |       | 795.597   | 1/04/2007          | Chūbu    | Niigata    | 8                 |
| Okayama    | 岡山市     |       | 721.348   | 1/04/2009          | Chūgoku  | Okayama    | 4                 |
| Osaka      | 大阪市     |       | 2.743.735 | 1/09/1956          | Kansai   | Osaka      | 24                |
| Sagamihara | 相模原市   |       | 722.796   | 1/04/2010          | Kantō    | Kanagawa   | 3                 |
| Saitama    | さいたま市 |       | 1.309.768 | 1/04/2003          | Kantō    | Saitama    | 10                |
| Sakai      | 堺市       |       | 827.709   | 1/04/2006          | Kansai   | Osaka      | 7                 |
| Sapporo    | 札幌市     |       | 1.959.463 | 1/04/1972          | Hokkaido | Hokkaido   | 10                |
| Sendai     | 仙台市     |       | 1.090.606 | 1/04/1989          | Tōhoku   | Miyagi     | 5                 |
| Shizuoka   | 静岡市     |       | 690.013   | 1/04/2005          | Chūbu    | Shizuoka   | 3                 |
| Yokohama   | 横浜市     |       | 3.749.929 | 1/09/1956          | Kantō    | Kanagawa   | 18                |